# Yossimar Orellana
Yossimar Dazaed Orellana Velásquez (Sabá, Honduras, 23 de noviembre de 1989) es un futbolista hondureño. Juega como mediocampista y actualmente milita en el Real Sociedad de la Liga Nacional de Honduras.

## Clubes
| Club           | País     | Año             |
| -------------- | -------- | --------------- |
| Unión Sabá     | Honduras | 2011 - 2012     |
| Real Sociedad  | Honduras | 2013 - 2014     |
| Social Sol     | Honduras | 2015            |
| Real Sociedad  | Honduras | 2015 - 2016     |
| Deportes Savio | Honduras | 2017            |
| Real Sociedad  | Honduras | 2018 - Presente |